# Canthon lecontei
Canthon lecontei là một loài bọ cánh cứng trong họ Bọ hung (Scarabaeidae).